# Новое Шугурово
Новое Шугурово — деревня в Лениногорском районе Татарстана. Входит в состав Старошугуровского сельского поселения.

## География
Находится в южной части Татарстана на расстоянии приблизительно 21 км на запад-юго-запад по прямой от районного центра города Лениногорск.

## История
Основана в 1919 году. В 1943 году на скважине № 1 вблизи деревни была добыта первая тонна татарстанской нефти.

## Население
Постоянных жителей было: в 1926 году — 447, в 1938—441, в 1949—371, в 1958—336, в 1970—346, в 1979—300, в 1989—217, в 2002 году 269 (татары 91 %), в 2010 году 263.